# Bandar-e Anzali

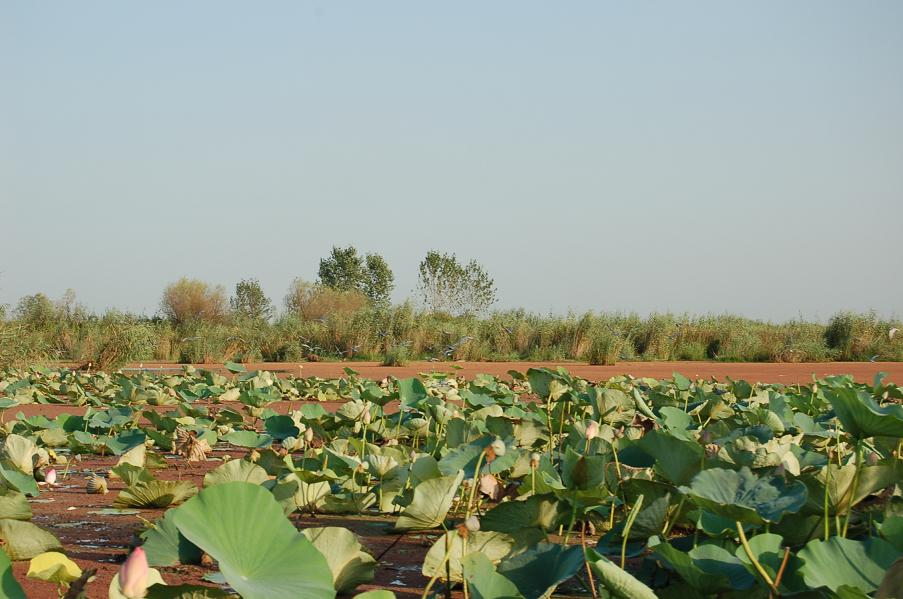
Llacuna d'Anzali

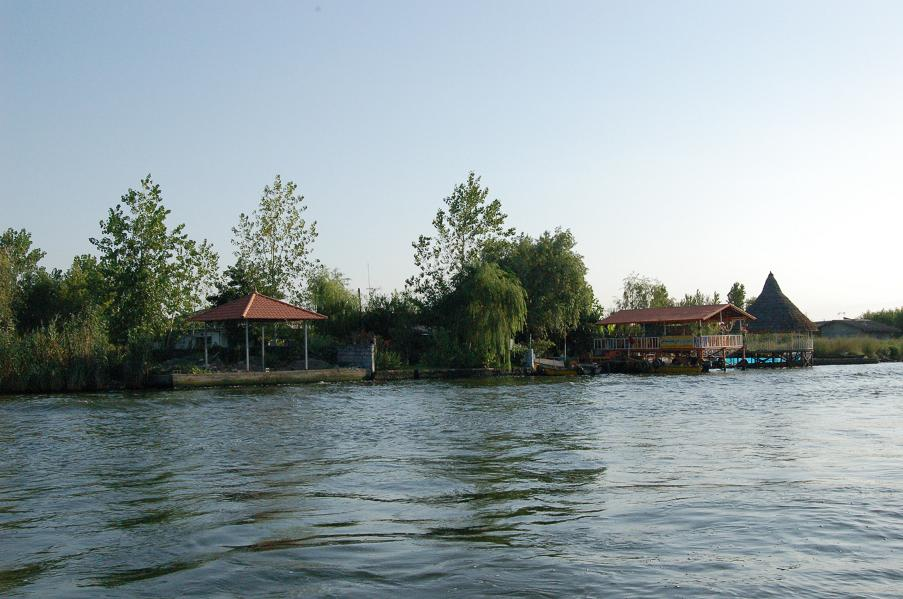
Cases a les illes de la llacuna

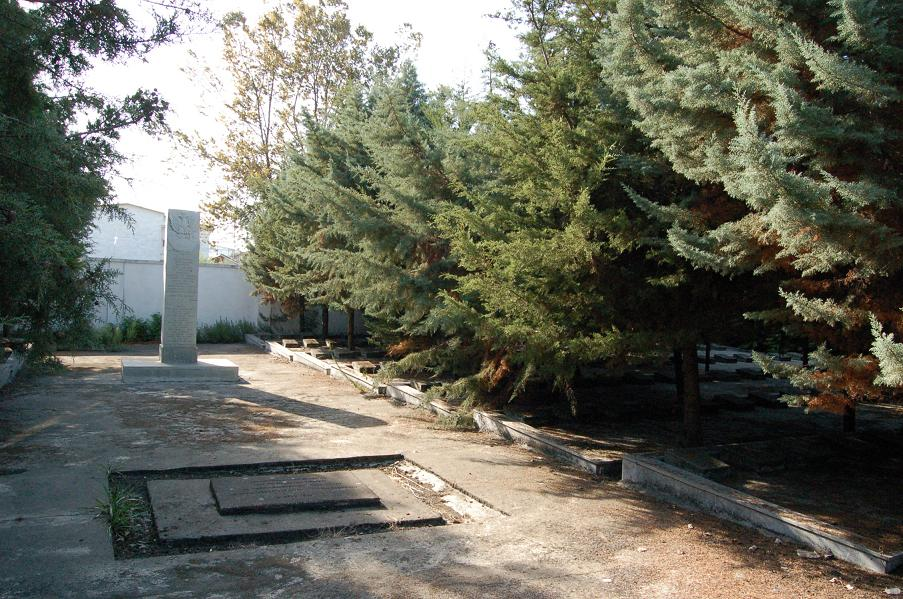
Cementiri polonès a Anzali

Bandar-e Anzali (antigament Anzali, persa بندر انزلی) és una ciutat portuària de l'Iran a la província de Gilan a la boca de la llacuna (mordab) d'Anzali i a la costa de la mar Càspia prop del delta del riu Sefid. El port està dividit en dos per la llacuna i està unit a l'illa de Beheshti per dos ponts. Abans de la revolució de 1979 fou coneguda com a Bandar-e Pahlavi (بندر پهلوی) nom que li fou donat el 1925 quan s'anomenava només Anzali. Té una població de 150.000 habitants. És la capital mundial del caviar.
La ciutat és capital del shahristān d'Anzalī o de Čahār Farīża, del nom de quatre antigues viles Kolver, Bašman, Sangāčīn, i Kopūrčāl; està format per 21 pobles.

## Història
La ciutat és esmentada ja al final del segle xv; al segle xviii era considerada com el port de Rasht (a 40 km). Pertanyia als kans de Gaskar i els russos hi van establir una estació comercial el 1722; més tropes russes hi van desembarcar el 1804; el 1805 van incendiar el port al seu retorn d'una incursió a Rasht. Durant aquest segle fou establert com a districte separat de Pèrsia. El 1872/1873 es van garantir el monopoli del comerç al rus Lianozoff. Una carretera que unia la ciutat amb Rasht fou acabada el 1900. Reza Shah la va batejar Bandar-e Pahlavi del nom de la seva dinastia. El 1920 els soviètics van desembarcar al port perseguint als britànics que havien sortit de Bakú, i van ajudar a proclamar la República Soviètica de Gilan fins a la retirada dels russos. Del 1941 al 1946 fou altre cop seu d'una guarnició soviètica.
El 1975 ja sobrepassava els 50000 habitants.